# Villafranca de Córdoba
Villafranca de Córdoba – gmina w Hiszpanii, w prowincji Kordoba, w Andaluzji, o powierzchni 58,47 km². W 2011 roku gmina liczyła 4832 mieszkańców.